# Olumide Oyedeji
Olumide Oyedeji (11 de maio de 1981) é um basquetebolista profissional nigeriano-britânico.

## Carreira
Olumide Oyedeji integrou a Seleção Nigeriana de Basquetebol, em Londres 2012, que terminou na décima colocação.